# Chase Garbers
Chase Garbers (Newport Beach, 6 giugno 1999) è un giocatore di football americano statunitense che milita nel ruolo di quarterback per i San Antonio Brahmas della United Football League (UFL). Al college ha giocato per l'Università della California a Berkeley.

## Carriera universitaria
Garbers, originario di Newport Beach in California, ha cominciato a giocare a football alla Corona del Mar High School per poi iscriversi nel 2017 all'Università della California di Berkeley con i California Golden Bears (Cal) impegnati nella Pac-12 Conference della Divisione I della Football Bowl Subdivision (FBS) della NCAA.
Nel 2017 fu redshirt, quindi si allenava solamente con la squadra non potendo disputare le partite di campionato.
Nel 2018 ha iniziato a giocare con i Cal che adottavano in quell'anno un sistema di doppio quarterback, che sollevò varie critiche. Garbers divise quindi il ruolo con il compagno Brandon McIlwain, ma giocò comunque da titolare la maggior parte delle partite e terminò la sua prima stagione con 14 touchdown, 10 intercetti e 1.506 yard passate.
Nella stagione 2019 Garbers fu il quarterback titolare ma saltò 5 partite, di cui 4 furono sconfitte, a causa di una costola rotta.  Garbers tornò nella vittoria per 24–20 contro gli Stanford Cardinal nel così detto Big Game. Questa fu la prima vittoria dei Cal nel Big Game dal 2009. Garbers realizzò il touchdown della vittoria con una corsa di 16 yard, azione che colpì Aaron Rodgers, quarterback dei Green Bay Packers ed ex quarterback dei Cal, che ne pubblicò il video su Twitter. Garbers terminò la stagione con la prima partecipazione dei Cal al Redbox Bowl dal 2015, dove vinsero 35–20 sugli Illinois Fighting Illini.
Per la stagione 2020 fu previsto lo svolgimento di sole 7 partite a causa della pandemia di COVID-19 ma i Cal ne giocarono effettivamente solo 4, tutte con Garbers titolare. 
Nel 2021 Garbers giocò tutte le 11 partite dei Cal, risultando al termine della stagione il quarto tra i quarterback della Pac-12 per la media di yard passate a partita (230,3), il sesto nei passaggi da touchdown (16) e l'ottavo per l'efficienza dei passaggi (135,8).
Il 14 dicembre 2021 Garbers si dichiarò eleggibile per il Draft NFL 2022. 
| 2017   | Berkeley | FBS Div. I | Pac-12 | 0  | 0  | Redshirt | Redshirt | Redshirt | Redshirt | Redshirt | Redshirt | Redshirt |     |       |     |    |   |   |
| 2018   | Berkeley | FBS Div. I | Pac-12 | 12 | 9  | 159      | 260      | 61,2     | 1.506    | 14       | 10       | 119,9    | 98  | 420   | 4,3 | 2  | 0 | 0 |
| 2019   | Berkeley | FBS Div. I | Pac-12 | 9  | 9  | 131      | 215      | 60,9     | 1.771    | 14       | 3        | 148,9    | 90  | 223   | 2,5 | 2  | 0 | 0 |
| 2020   | Berkeley | FBS Div. I | Pac-12 | 4  | 4  | 85       | 136      | 62,5     | 771      | 6        | 3        | 120,3    | 39  | 75    | 1,9 | 2  | 0 | 0 |
| 2021   | Berkeley | FBS Div. I | Pac-12 | 11 | 11 | 222      | 348      | 64,5     | 2.527    | 16       | 8        | 136,1    | 104 | 456   | 4,4 | 4  | 0 | 0 |
| Totale | Totale   | Totale     | Totale | 36 | 33 | 597      | 959      | 62,4     | 6.576    | 50       | 24       | 132,3    | 331 | 1.174 | 3,5 | 11 | 0 | 0 |

Fonte: Football DB
In grassetto i record personali in carriera

## Carriera professionistica

### Las Vegas Raiders
Garbers, che fu protagonista di un documentario sul suo percorso di preparazione al Draft 2022,  non fu però scelto da nessuna squadra NFL. Il 12 maggio 2022 Garbers firmò da undrafted free agent con i Las Vegas Raiders un contratto annuale per 207.000 dollari. Scelse come numero di maglia il 15.

#### Stagione 2022
Il 30 agosto 2022 Garbers non rientrò nel roster attivo e fu svincolato dai Raiders per poi firmare il giorno successivo con la squadra di allenamento.
Dopo aver trascorso i primi sedici turni nella squadra di allenamento, il 28 dicembre 2022 fu annunciato che Derek Carr, quarterback titolare che aveva avuto prestazioni deludenti nelle ultime gare che avevano portato all'esclusione dei Raiders dalla corsa per i play-off, sarebbe stato inattivo per le ultime due giornate della stagione regolare e che al suo posto avrebbe giocato il secondo quarterback, Jarrett Stidham, con Garbers come sua riserva. Il 31 dicembre 2022 Garbers firmò per il roster attivo dei Raiders.

#### Stagione 2023
Il 25 luglio 2023 Garbers fu svincolato dai Raiders per poi essere ricontrattualizzato il 1º agosto 2023.
Fu svincolato definitivamente il 27 agosto 2023.

### San Antonio Brahmas
Il 19 gennaio 2024 Garbers firmò con i San Antonio Brahmas dalla neonata United Football League. Il 25 marzo 2024 Garbers fu nominato quarterback titolare dei Brahams, vincendo la concorrenza di Quinten Dormady.
Garbers debuttò nella UFL nella vittoria 27-12 contro i D.C. Defenders lanciando per 158 yard con 19 passaggi completati su 25 tentati, nessun intercetto e due touchdown, di cui uno su corsa. Dopo le prime tre gare stagionali Garbers ebbe il 70,8% di passaggi completati e 6 touchdown passati, primo nella UFL in entrambe le statistiche, ma nella partita del quarto turno subì un infortunio al polso che gli fece terminare anzitempo la stagione.